# Cecilia Fusco
Maria Cecilia Fusco (* 10. Juni 1933 in Rom; † 26. November 2020 in Latisana, Friaul-Julisch Venetien) war eine italienische Opernsängerin (Sopran).

## Leben
Cecilia Fusco wurde als Tochter des italienischen Komponisten Giovanni Fusco, der u. a. Filmmusiken für Michelangelo Antonioni, Francesco Maselli, Paolo sowie Vittorio Taviani, Jean-Luc Godard, Alain Resnais und Renato Castellani schrieb, in Rom geboren. Sie erhielt ihre Gesangsausbildung in ihrer Heimatstadt Rom am Conservatorio Santa Cecilia.
1958 debütierte sie am Teatro Margherita in Genua als Gilda in Rigoletto. Ab Anfang der 1960er Jahre entwickelte sich ihre rasche Karriere, die zu Engagements an den führenden Opernhäusern Italiens führte. In der Spielzeit 1959/60 debütierte sie im Mai 1960 an der Mailänder Scala als Barbarina in Le nozze di Figaro unter der musikalischen Leitung von Herbert von Karajan. Zu ihren weiteren Rollen an der Scala gehörten u. a. Lisa in La sonnambula (Spielzeit 1961/62) und die Musetta in La Bohème (Spielzeit 1962/63). Im April 1962 sang sie an der Mailänder Scala die Rolle der Katja in der Uraufführung der Oper Il buono soldato Sveijk von Guido Turchi. Außerdem sang sie an der Scala die Norina in Don Pasquale (Spielzeit 1964/65) und weitere Rollen in Opern von Georg Friedrich Händel, Gioachino Rossini und Richard Strauss.
Fusco gastierte in Italien u. a. am Teatro La Fenice in Venedig, am Teatro San Carlo in Neapel, am Teatro Regio di Parma, am Teatro Comunale di Bologna, am Teatro Massimo in Palermo, am Teatro Grande in Brescia und am Teatro Petruzzelli in Bari.
Außerdem sang sie an großen Bühnen im europäischen Ausland. Sie trat u. a. am Gran Teatre del Liceu in Barcelona (1961), am Théâtre Royal de la Monnaie in Brüssel, in Kopenhagen (1966), an der Flämischen Oper in Antwerpen (1968, 1969), an der Oper Köln (1968), in Österreich, Jugoslawien und in der Schweiz auf. Sie gastierte in Kairo und trat im Rahmen der Weltausstellung Expo ’70 in Osaka auf. Zwischen 1971 und 1973 war sie mit dem „Piccolo Teatro Musicale di Roma“ auf Tournee mit Gastspielen u. a. in Paris und London.
Fusco sang schwerpunktmäßig im Rollenfach der Koloratursoubrette und des lyrischen Koloratursoprans. Zu ihrem Repertoire gehörten Amor, Blonde, Rosina, Adina, Oscar und Nannetta. Weitere Bühnenpartien waren: Serpina in La serva padrona, Elisetta in Il matrimonio segreto, Elvira in I puritani und die Titelpartie in der Oper Rita von Gaetano Donizetti.
Fuscos Karriere dauerte bis gegen Ende 70er/Anfang der 80er Jahre. Ihre Stimme ist auf einigen Operngesamtaufnahmen dokumentiert, die bei Cetra, bei der DGG (1968, als Zerline in Fra Diavolo), RCA (Rita und L’ajo nell’imbarazzo von Donizetti) und IRTEM (Lisetta in Il Re Teodoro von Giovanni Paisiello) erschienen. Außerdem existieren Live-Mitschnitte und diverse Rundfunkaufnahmen.
Ab den 1990er Jahren war sie als Gesangsprofessorin tätig und unterrichtete u. a. am Conservatorio Giuseppe Tartini in Triest. Zu ihren Schülern gehören u. a. Alexandra Reinprecht und Massimo Giordano. Sie war über 40 Jahre mit ihrem Ehemann, dem italienischen Schauspieler Pierpaolo Sovran, verheiratet. Fusco starb im Alter von 87 Jahren im Krankenhaus von Latisana an den Folgen einer COVID-19-Infektion.